# Rue Pierre Theunis
Pour les articles homonymes, voir Theunis.
La rue Pierre Theunis (en néerlandais : Pierre Theunisstraat) est une rue bruxelloise de la commune de Schaerbeek qui va du carrefour de la rue Caporal Claes et de la rue Armand de Roo à la place Terdelt.
La rue porte le nom d'un sculpteur belge, Pierre Theunis, né à Anvers le 1er mai 1883 et décédé à Schaerbeek le 24 avril 1950.